# Umberto Fiori

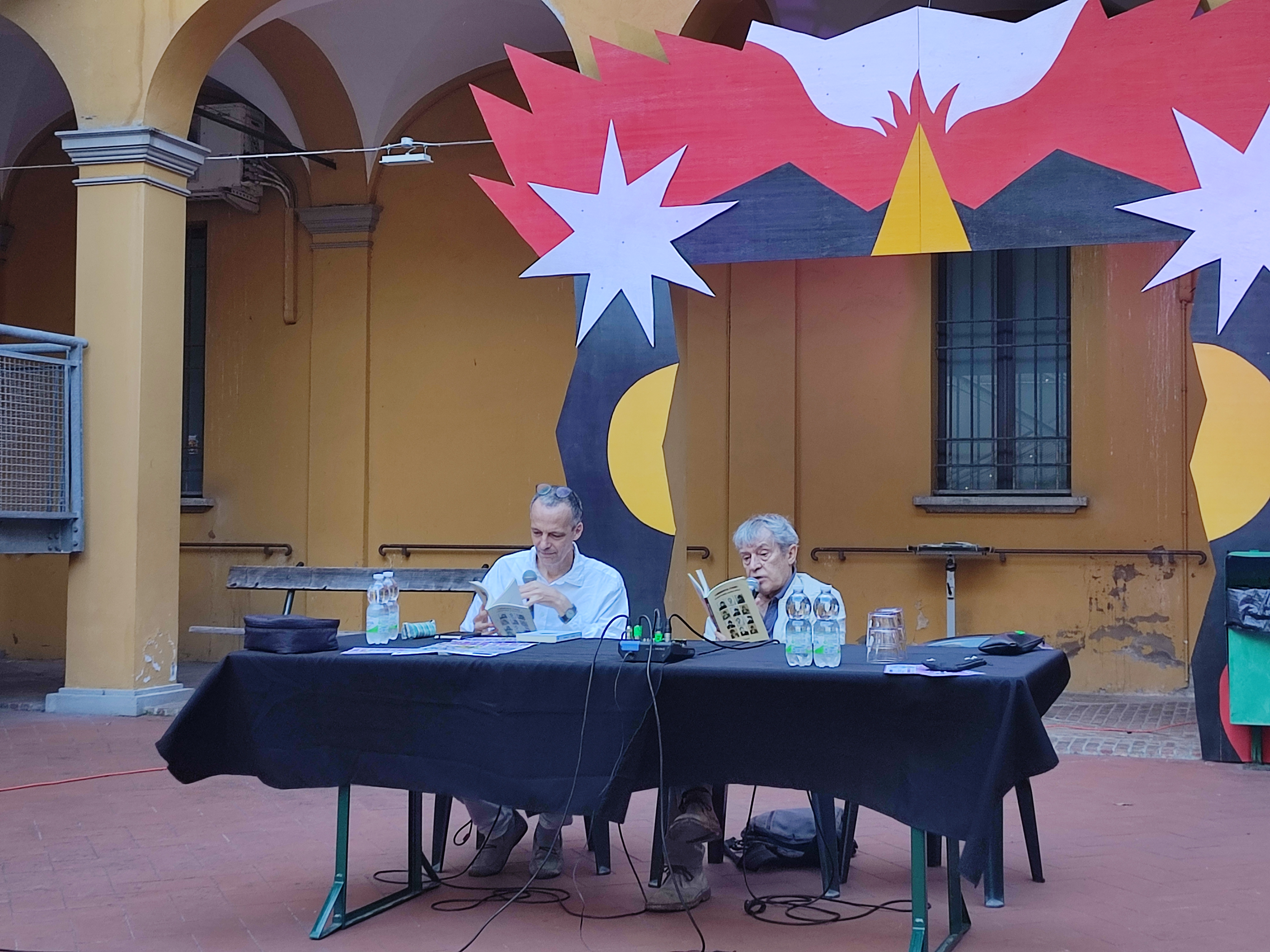
Umberto Fiori im Dialog mit Stefano Colangelo (2023).

Umberto Fiori (* 1949 in Sarzana) ist ein italienischer Schriftsteller, Lyriker und Musiker.

## Leben
Fiori wuchs ab 1954 in Mailand auf, wo er später ein Philosophiestudium absolvierte. Bereits seit seinem zwölften Lebensjahr schrieb er Gedichte. In den 1970er Jahren war er Sänger und Songwriter der italienischen Rockgruppe Stormy Six. Er war mehr als dreißig Jahre alt, als seine ersten Gedichte in Literaturzeitschriften erschienen. Die Schriftsteller Vittorio Sereni und Franco Fortini wurden auf ihn aufmerksam und ermutigten ihn, einen ersten Gedichtband Case zu veröffentlichen, der 1986 erschien.
In der Folgezeit arbeitete Fiori mit verschiedenen anderen Künstlern zusammen, u. a. mit dem Komponisten Luca Francesconi, für den er neben anderen Texten zwei Opernlibretti schrieb, dem Fotografen Giovanni Chiaramonte und den Videokünstlern des Studio Azzurro. Er tritt regelmäßig bei Lesungen und Lyrikfestivals auf und unterrichtet zeitgenössische italienische Literatur an der Universität Mailand. Neben weiteren Gedichtbänden veröffentlichte er Prosawerke sowie musik- und literaturkritische Texte.

## Werke
- Case, Gedichte, 1986
- Esempi, Gedichte, 1992
- Chiarimenti, Gedichte, 1995
- Parlare al muro, Gedichte (mit Illustrationen von Marco Petrus), 1996
- Tutti, Gedichte, 1998
- La bella vista, Gedichte, 2002
- Scrivere con la voce, Musikkritiken, 2003
- La poesia è un fischio, Literaturkritiken, 2007
- Voi, Gedichte, 2009
- Poesia 1986–2014, 2014
- Il conoscente, Gedichte, 2019
- Autoritratto automatico, Gedichte, 2023